# Greatest Hits (album Kylie Minogue)
Greatest Hits je kompilacijski album australske pjevačice Kylie Minogue objavljen 1992. godine. 

## O albumu
Na albumu je 19 singlova s njenih albuma Kylie, Enjoy Yourself, Rhythm of Love i Let's Get To It, kao i 3 pjesme posebno snimljene za ovaj album.
Album je većinski napisao i producirao Stock Aitken Waterman tim, i njegovim izdanjem označen je kraj Minogueine veze s tim timom. 
U Australiji, album je objavljen s potpuno drugačijim omotom i bio je dostupan u limitiranom izdanju digi-pack. 
Greatest Hits je završio na 1. mjestu na top ljestvici u Ujedinjenom Kraljevstvu i proveo na ljestvici 10 tjedana. 
Ova komilacija je zamijenjena kolekcijom Ultimate Kylie iz 2004. godine.

## Popis pjesama
(K – s albuma Kylie; EY – s albuma Enjoy Yourself; RL – s albuma Rhythm of Love; LG – s albuma Let's Get To It)

1. "I Should Be So Lucky" - K
2. "Got to Be Certain" - K
3. "The Loco-Motion" - K
4. "Je Ne Sais Pas Pourquoi" - K
5. "Especially for You" (duet s Jasonom Donovanom)
6. "Turn It into Love" - K
7. "It's No Secret" - K
8. "Hand on Your Heart" - EY
9. "Wouldn't Change a Thing" - EY
10. "Never Too Late" - EY
11. "Tears on My Pillow" - EY
12. "Better the Devil You Know" - RL
13. "Step Back in Time - RL
14. "What Do I Have to Do?" - RL
15. "Shocked (DNA Remiks)" - RL
16. "Word Is Out" - LG
17. "If You Were with Me Now" - LG (duet s Keithom Washingtonom)
18. "Give Me Just a Little More Time" - LG
19. "Finer Feelings" - LG
20. "What Kind of Fool (Heard All That Before)" – nije izdana prije
21. "Where In The World?" - nije izdana prije
22. "Celebration" - nije izdana prije

## Ponovno izdanje iz 2002. godine
18. studenog 2002. godine, album je ponovno izdan s potpuno drugačijim dizajnom i bonus diskom s remiksima. Popis pjesama s originalnom diska je malo promijenjen (singlovi više nisu poredani po kronolškom redu) i dvije b-strane ("Made In Heaven" i "Say the Word (I'll Be There)") zamijenile su "Turn It into Love" i "It's No Secret". replaced 

### Disk 1
1. "I Should Be So Lucky"
2. "The Loco-motion"
3. "Hand on Your Heart"
4. "Got to Be Certain"
5. "Better the Devil You Know"
6. "Wouldn’t Change a Thing"
7. "Celebration"
8. "Never too Late"
9. "What Do I Have to Do?"
10. "Je Ne Sais Pas Pourquoi"
11. "Where In The World"
12. "Step Back In Time"
13. "Especially for You"
14. "Say the Word (I'll Be There)" – ne na originalnom albumu
15. "Shocked"
16. "Word Is Out"
17. "Made In Heaven"  - ne na originalnom albumu
18. "What Kind of Fool (Heard All That Before)"
19. "Give Me Just a Little More Time"
20. "Finer Feelings"
21. "If You Were with Me Now"
22. "Tears on My Pillow"

### Disk 2: Bonus remiksevi
1. "Hand on Your Heart" (Brand New mix)
2. "I Should Be So Lucky" (Extended mix)
3. "The Loco-Motion" (Oz Tour mix)
4. "Made In Heaven" (Heaven Scent mix)
5. "Wouldn’t Change a Thing" (The Espagna mix)
6. "Step Back in Time" (Harding/Curnow remix)
7. "Shocked" (Harding/ Curnow remix)
8. "Word Is Out" (Summer Breeze mix)
9. "Celebration" (Techno Rave remix)
10. "Better the Devil You Know" (Movers & Shakers Alternative 12” mix)
11. "What Do I Have to Do?" (Movers & Shakers 12” mix)

## Originalni singlovi
| #  | Naslov                                      | Datum         | UK top ljestvica | Australska top ljestvica |
| -- | ------------------------------------------- | ------------- | ---------------- | ------------------------ |
| 1. | "What Kind of Fool (Heard All That Before)" | kolovoz 1992. | 14               | 17                       |
| 2. | "Celebration"                               | rujan 1992.   | 20               | 21                       |

"What Kind of Fool (Heard All That Before)" objavljen je u Ujedinjenom Kraljevstvu u kolovozu 1992. godine, i završio je na 14. mjestu tamošnje top ljestvice.
Minoguein posljednji singl za PWL bio je "Celebration", obrada hita od Kool & the Gang. 

## Top ljestvice
| Top ljestvica (1992)   | Najviša pozicija |
| ---------------------- | ---------------- |
| Ujedinjeno Kraljevstvo | 1                |
| Australija             | 3                |
| Španjolska             | 19               |
| Japan                  | 23               |
| Njemačka               | 81               |

## Prodaja i certifikacije
| Država                 | Certifikacija | Isporuka | Prodaja |
| ---------------------- | ------------- | -------- | ------- |
| Australija             | 2x platinasta | 140,000+ |         |
| Japan                  | –             | –        | 33,120  |
| Španjolska             | zlatna        | 50,000+  |         |
| Ujedinjeno Kraljevstvo | platinasta    | 300,000+ | 300,000 |